# Птуха, Владимир Васильевич
Влади́мир Васи́льевич Пту́ха (6 апреля 1894 (25 марта по старому стилю), Остёр Черниговской губернии, Российская империя — 25 апреля 1938, Расстрельный полигон «Коммунарка», Московская область, СССР) — советский партийный деятель. Член ВКП(б), 1-й секретарь Нижне-Волжского краевого комитета ВКП(б) в 1931 — 1934 годах, 1-й секретарь Сталинградского краевого комитета ВКП(б) в 1934 — 1935 годах, 2-й секретарь Дальне-Восточного краевого комитета ВКП(б). Входил в состав особой тройки НКВД СССР.

## Биография
Владимир Птуха родился 6 апреля 1894 года в уездном городе Остёр Черниговской губернии (ныне Козелецкий район Черниговской области Украины) в семье служащего. Старший брат — Птуха Михаил Васильевич.
Окончил реальное училище. В 1912— 1917 годах обучался в Петроградском горном институте, участвовал в революционном движении.
В апреле 1917 года вступил в Российскую социал-демократическую рабочую партию (большевиков). Оставив учёбу, вернулся в Остёр, где в 1917—1918 годах был членом, затем председателем Совета, членом комитета РСДРП(б) и Ревкома. В 1918— 1919 годах был военкомом партизанского отряда, действовавшего против германской оккупационной армии, затем сформировал 1-й кавалерийский полк Красной Армии на Украине и командовал им.
В 1919 — 1920 годах занимал пост секретаря Остёрского уездного комитета КП (б) У, в 1920 — 1922 годах — заместителя председателя Черниговского губисполкома, в 1922 — 1923 годах — заведующего отделом губкома КП (б) У. В 1923 году был переведён инструктором ЦК КП (б) У в Харьков, с 1924 года работал инструктором ЦК ВКП (6) в Москве. Активный проводник коллективизации.
В 1927 — 1928 годах 1-й секретарь Сталинградского губкома ВКП(б), в 1928 — 1930 годах — ответственный секретарь Сталинградского окружного комитета ВКП(б). В 1927 году — делегат XV съезда ВКП(б). 13 июля 1930 года на XVI съезде ВКП(б) избран кандидатом в члены ЦК ВКП(б). После упразднения округов, через четыре месяца, в январе 1931 года был назначен первым секретарём Нижне-Волжского краевого комитета ВКП(б). С января 1934 года первый секретарь Сталинградского крайкома ВКП(б).
9 февраля на XVII съезде ВКП(б) переизбран кандидатом в члены ЦК ВКП(б).
С 1935 года 2-й секретарь Дальневосточного крайкома партии. Этот период отмечен вхождением в состав особой тройки, созданной по приказу НКВД СССР от 30.07.1937 № 00447 и активным участием в репрессиях, развернутых партийно-чекистской номенклатурой.

## Опала, арест и казнь
13 сентября 1937 года смещён с поста второго секретаря Дальне-Восточного крайкома ВКП(б) без предоставления новой должности. Вызван в Москву для участия в работе Октябрьского пленума ЦК ВКП(б). По прибытии 11 октября 1937 года арестован. На следующий день постановлением пленума выведен из состава кандидатов в члены ЦК ВКП(б) как разоблачённый «враг народа». Обвинён в шпионаже в пользу Японии. Имя В. Птухи было включено в сталинский расстрельный список, датированный 1 ноября 1937 года (№ 18 в списке из 45 человек, под грифом «Быв<шие> члены и кандидаты ЦК ВКП(б)»). Приговорён к ликвидации Сталиным. Однако по каким-то причинам приведение приговора в исполнение было отложено почти на полгода. 25 апреля 1938 года приговор формально утверждён Военной коллегией Верховного Суда СССР. Казнён в тот же день.
14 марта 1956 года реабилитирован посмертно.